# サーサーン朝領アルメニア

サーサーン朝領アルメニア
Պարսկահայաստան

387年から591年のアルメニア

サーサーン朝領アルメニア（サーサーンちょうりょうアルメニア、アルメニア語：Պարսկահայաստան）はサーサーン朝がアルメニアの宗主権を握っていた、またはサーサーン朝の直轄領となっていた時代のアルメニアを指す。具体的には、シャープール1世によるアルメニア征服から、ナルセ1世時代のアルメニア喪失までの期間と、387年のアルメニア王国のアルメニア分割以降、東アルメニアの属国化から、428年のアルメニア王廃止を経て、646年のムスリムによる征服までの期間を指す。
428年、アルメニアの貴族たちはサーサーン朝皇帝バハラーム5世に、アルメニア王アルタクシアス4世（在位：422年~428年）を廃位するよう請願した。バハラーム5世はアルメニア王国を廃止し、アルメニアをマルズバーン（辺境伯）のVeh Mihr Shapurに統治させた。これ以降を「マルズバーン時代」（Մարզպանական Հայաստան）と呼ぶ。サーサーン朝皇帝によって任命された「マルズバーン」が東アルメニアを統治していたのに対して、西アルメニアは東ローマ帝国の宗主権の下、諸侯や総督によって統治されていた。このマルズバーン時代はイスラーム教徒によって征服され、アルメニア首長国が設立されるまで続いた。マルズバーン時代にはおよそ300万人のアルメニア人がサーサーン朝の支配下にあったと推定されている。
アルメニアの「マルズバーン」には、アルメニアにおける最高権力が与えられ、その権威は死刑判決を下すことさえ可能であるほどだった。しかし、アルメニアの有力貴族ナハラルの特権までは干渉することができなかった。アルメニアには相当の自治権が与えられ、サーサーン朝からある程度自立していた。内政的には、内務・公共事業・財務大臣に相当する「Hazarapet」の役職はほぼアルメニア人が就いた。また、徴税人も全員がアルメニア人で、裁判所と学校はアルメニアの聖職者による運営であった。軍事的に見ても、ナハラルはその領土の規模に応じて、各自の軍隊を持っていた。またアルメニア王国の「王国の騎兵隊」や「王立軍」は、アルメニア人がその地位を独占した「スパラペット」（軍司令官、スパーフベドに相当）が統率している。そして数度、アルメニアのナハラルは、マルズバーンに任命されている。その代表例が485年に任命されたヴァハン・マミコニアンである。彼はサーサーン朝に対して反乱を起こし、その結果マルズバーンに任命されている。
マルズバーン時代には、サーサーン朝によるキリスト教徒への迫害が三度起こっている。アルメニアと東ローマ帝国との乖離をもたらすと考えて、サーサーン朝はアルメニア文字の発明や学校の設立を容認していた。しかし、逆にこれらアルメニアで起こった、新たな文化的活動は東ローマ帝国とより親密な関係につながっている。

## 歴史

### サーサーン朝による統治 (252年〜299年)
サーサーン朝は226年にアルダシール1世によって建国された。それ以前にイランを統治していたアルサケス朝を滅ぼしたが、アルメニアでは依然としてアルサケス朝による統治が残っていた。アルメニア王ティリダテス2世は、226年から始まったアルダシール1世による侵攻に抵抗し、およそ12年にわたる戦闘の末撤退させた。しかし、252年の段階でシャープール1世は軍事的にアルメニアを征服していり、息子のホルミズド・アルダシールをアルメニアの大王にした。ホルミズドは270年までアルメニア王として君臨し、シャープール1世の後を継ぎサーサーン朝の皇帝（ホルミズド1世）となった。
ホルミズドの治世は1年で終わり、弟のギーラーン王バハラームとサカスターン王ナルセによる皇位継承の争いが起きた。ここでナルセはアルメニアの大王位へと昇格することを条件にバハラームに王位を明け渡した。王位継承を制したバハラーム1世、彼の子供バハラーム2世の統治を経て、バハラーム3世が即位すると貴族たちの反発により、293年にナルセは皇帝に担ぎ上げられる。ナルセの統治下の対ローマ戦役では戦いを優位に進めたものの、最終的に敗北した。これらの戦役の和平条約であるニシビスの和約により、サーサーン朝のアルメニア喪失が確定した。アルメニアはローマの庇護のもと、ティリダテス3世によるアルサケス朝の支配が復活した（彼自身は287年頃に即位している）。なおこのティリダテス3世の時代に、啓蒙者グレゴリウスより国王をはじめ、キリスト教徒の洗礼を受けて、さらにキリスト教をアルメニアの国教とした。ローマによるキリスト教の国教化に先立つこと79年前、世界最初のキリスト教国の誕生であった。
サーサーン朝では、他の皇族王たちが「シャー（王に相当する）」を名乗っていたのに対して、アルメニア王は「ウズルグ・シャー（大王）」を名乗っていた。シャープール1世の長男であったホルミズド1世と後に皇帝となるナルセ1世といった有力な皇族王が封じられていたことからも、サーサーン朝におけるアルメニア王国の重要性がうかがえる。

### 東アルメニア王国時代

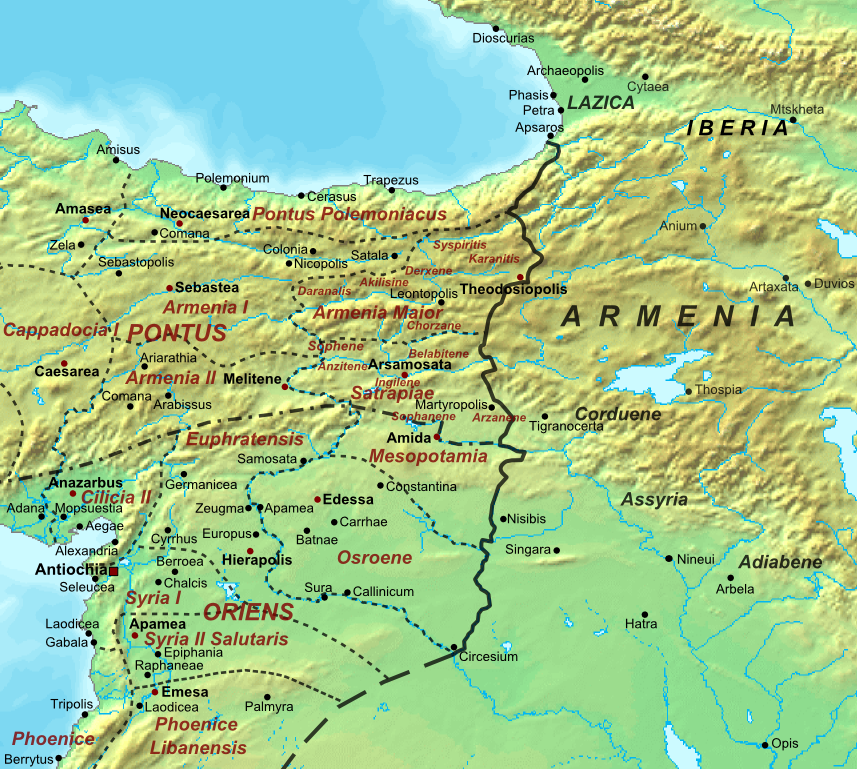
アルメニア分割後のアルメニア

シャープール2世時代、サーサーン朝はローマ帝国に対して攻勢に出た（ローマ・サーサーン戦争）。これらの戦役は、ローマ皇帝コンスタンティウス2世が、ユリアヌスの反乱を受けて、361年に停戦で合意した。和平条約でナルセ1世時代のアルメニアを含む失地を奪還した。しかし、最後の統一ローマ皇帝テオドシウス1世によって、サーサーン朝が劣勢に立った。そこで、サーサーン朝皇帝シャープール3世とテオドシウスの間で、384年と387年にアキリセネの和約が結ばれた。ここでアルメニア王国は東西に分割された。
東西分割されたアルメニアのうち、西アルメニア王国はローマ帝国の庇護のもと、アルメニア王国を治めていたアルサケス3世の治世が続いた。彼の死後は、東ローマ帝国に併合される。対して、サーサーン朝の衛星国となった東アルメニア王国も、アルサケス朝のホスロー4世が即位した。シャープール3世は、ホスロー4世との連携を盤石にするため、従妹のズルヴァーン・ドゥフトを降嫁させた。ホスロー4世は兄弟ヴラムシャプーに王位簒奪され、亡命生活を送る。ヴラムシャプーの代では、聖人メスロプ・マシュトツによってアルメニア文字が作られた。ヴラムシャプーの死後、ホスローが復位するが、1年後に死亡する。
ホスローの死後、サーサーン朝皇帝ヤズデギルド1世の長男シャープールが「アルメニア大王」となった。サーサーン朝の皇族がアルメニア大王となるのは2世紀ぶりである。ヤズデギルド1世が死ぬと、シャープールはサーサーン朝皇帝シャープール4世として即位するも、すぐに暗殺された。再びアルサケス朝から国王が輩出された。そのアルタクシアス4世が最後のアルメニア王となる。428年にバハラーム5世によって廃位され、東アルメニア王国はサーサーン朝に吸収された 。以降は辺境総督（マルズバーン）による間接統治体制へと移行する。

### マルズバーン時代 (428年~646年)
428年、アルメニアの貴族ナハラルは、アルメニア国王アルタクシアス4世の統治に不満を持ち、バハラーム5世に、アルタクシアスを廃位するよう請願した。バハラームは、王国としてのアルメニアを廃止すると、フェー・ミフル・シャープールをアルメニアのマルズバーン（「辺境伯」に相当）に任命した。

#### ヴァルダン・マミコニアンの反乱
サーサーン朝の皇帝ヤズデギルド2世は、キリスト教を政治的な脅威であると見なした。とりわけ、帝国北部のアルメニア人がキリスト教へ改宗していることは、ヤズデギルド2世にとって懸念事項であった。対東ローマ帝国戦役が成功した後、ヤズデギルド2世はアルメニアの貴族たちをクテシフォンに集めると、ゾロアスター教（イラン人と同様にアルメニア人も、キリスト教以前に信仰していた）に改宗を強制させた。改宗を渋ったアルメニア貴族はイラン平原東北部へ流刑となり、対エフタル戦役に従事した。これにはアルメニア人も動揺し、ヴァルダン・マミコニアンの指揮の下、6万6千のアルメニア軍がサーサーン朝に対して反乱を起こした。ヤズデギルドはアヴァライルの戦いですぐに反乱軍を鎮圧した。

#### ヴァハン・マミコニアンの反乱
465年、アードゥル・ホルミズドに代わって、アードゥル・グシュナスプがペーローズ1世からマルズバーンに任命された。
グガルク総督のヴァルスケンは親サーサーン朝路線を取り、自身もゾロアスター教に改宗した。475年、ヴァルスケンは妻でありマミコニアン家の王女シューシャニクに改宗させようとしたが、拒否されたため彼女を殺した。その後、ヴァルスケンはイベリア王国の王ヴァフタング1世によって処刑された。ペーローズはヴァルスケンの敵討ちとして、シャープール・ミフラーンをイベリア王国に派遣した。対して、ヴァフタング1世は、キリスト教徒間の結束をフン族とアルメニア貴族に訴えた。マミコニアン家の王子ヴァハン・マミコニアンは慎重な検討を重ね、サーサーン朝に対する反乱に参加した。アルメニアのマルズバーンであるアードゥル・グシュナスプは反乱から逃れてアードゥルバーダガーンに向かい、そこで7,000人の騎兵隊を組織してアルメニアに戻ったが、アララト山の北斜面側に位置するアコリでヴァハンの兄弟のヴァサク・マミコニアンに敗れて戦死した。その後、ヴァハンはサハク2世・バグラトゥニをアルメニアの新しいマルズバーンに据えた。これに対しペーローズ1世はカーレーン家のザルミフル・ハザルウフトが率いる軍隊をアルメニアへ派遣し、さらにミフラーン家のサーサーン朝の将軍であるミフラーン（家名と同名）が率いる別の軍隊をイベリアへ派遣した。夏の間にミフラーンの息子であるシャープール・ミフラーンの率いる軍隊がアケスガでアルメニアとイベリアの連合軍を打ち破り、この戦いでサハク2世バグラトゥニとヴァサク・マミコニアンが戦死した。その一方でヴァフタング1世は東ローマ帝国の支配下にあったラジカへ逃れた。また、シャープール・ミフラーンがイベリアで軍隊を指揮する役割を担っていたことから、ペーローズ1世はエフタルに対する戦争へ参加させるためにシャープールの父親のミフラーンを呼び戻していた可能性がある。

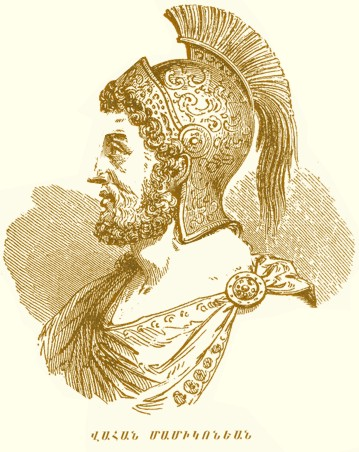
後世のヴァハン・マミコニアンの肖像。

ヴァハンは残りの軍勢とともにタイクの山中に撤退し、そこからゲリラ戦を展開した。シャープール・ミフラーンはアルメニアに対するサーサーン朝の支配を回復したものの、その後クテシフォンの宮廷に召還された。その結果としてヴァハンはアルメニアの首都であるドビン一帯の支配を取り戻し、そこに要塞を築いた。483年にザルミフル・カーレーンに率いられたサーサーン朝の増援部隊がアルメニアに到着し、ドヴィンを包囲した。兵力ではるかに劣っていたヴァハンの部隊は敵軍に奇襲を仕掛け、マークーに近いネルセアパテにおける戦闘でサーサーン朝軍を破った。そして再び東ローマ帝国との国境に近い山中に撤退した。ヴァハンは東ローマ帝国と衝突する危険を避けるためにサーサーン朝軍が撤退先まで追撃してこないことを願ったものの、ザルミフルは夜間の行軍の末にアルメニア軍の野営地を襲撃し、何人かの公女を捕らえることに成功した。ヴァハンとその部下のほとんどはさらに山奥へ撤退した。
しかしながら、その後の予期せぬ情勢の変化が戦局を大きく変えた。484年にエフタルと戦争中であったペーローズ1世が戦死したことでサーサーン朝の軍隊はアルメニアから撤退した。ペーローズ1世の兄弟で後継者となったバラーシュは、ザリルの反乱を鎮圧するために、アルメニア人の助けを必要としていた。軍事支援と引き換えに、ヴァハンと講和し、ンヴァルサク（Nvarsak）条約を結んだ。その講和条約ではナハラルの大幅な自治権を認められ、キリスト教徒に対する宗教の自由とアルメニアにおけるゾロアスター教の禁止が認められた。マミコニアン家とその同盟者の財産は返還され、ヴァハンにハザールベド（大臣）の地位を与え、後にはアルメニアのマルズバーンに指名した。イベリアでも同様に和平が成立し、ヴァフタング1世は自身の手による統治を回復することができた。

#### その後
515年から516年にかけて、フン族がアルメニアに侵入し続けた。アルメニアの貴族Mjej1世・Gnuniはエフタルを撃退することに成功し、褒賞として、518年にカワード1世はMjej1世をアルメニアの「マルズバーン」に任命した。Mjej1世は宗教的に平和を維持した。527年にも、フン族の侵入を数度撃退している。548年、グシュナスプ・バハラムが彼の後を継いだ。
564年、スーレーン家出身で、ホスロー1世の親戚にあたる、Chihor-Vishnaspがマルズバーンに任命された。この時期、アルメニアの貴族は2つの派閥に分裂していた。1つはマミコニアン家が率いるアルメニア民族派、もう1つはシウニア（Siunia）家が率いるサーサーン朝支持派であった。
Chihor Vishnaspは、東ローマ帝国側に内通した疑いのあるキリスト教徒アルメニア人を厳しく処遇し、その他のキリスト教徒アルメニア人に対しても同様の扱いをした。キリスト教徒のアルメニア人を迫害し、アルメニアの首都ドヴィンに拝火神殿（ゾロアスター教の神殿）を建てさえした。これらの行動は、571年後半または572年初頭にヴァルダン3世・マミコニアン率いる大反乱を引き起こした。572年2月23日、アルメニアの反乱軍は首都ドヴィンを占領し、Chihor Vishnaspを処刑した。

## 文化

### 硬貨の生産
サーサーン朝はアルメニアで金貨や銀貨、青銅貨など硬貨を鋳造していた。アルメニアの34の地域で、計813枚の硬貨が発見された。そのうちの大半が、ドビンとギュムリで見つかり、銀貨であった。

## 歴代君主

### アルメニア大王
| 在位           | 大王       | 概説 |
| -------------- | ---------- | --- |
| 252年3月~272年 | ホルミズド | 父王シャープール1世によってアルメニア大王に封じられる。後にサーサーン朝皇帝となる。                        |
| 272年~293年    | ナルセ     | シャープール1世の息子。兄王バハラーム1世の即位に伴いアルメニア大王へ昇格した。後にサーサーン朝皇帝となる。 |

### 東アルメニア王国
| 在位                   | 王                | 概説                                                                                          |
| ---------------------- | ----------------- | --------------------------------------------------------------------------------------------- |
| 384年~389年            | ホスロー4世       | アルサケス朝の出身。                                                                          |
| 389年または401年~417年 | ヴラムシャプー    | ホスロー4世の兄弟。                                                                           |
| 417年~418年            | ホスロー5世       | おそらくホスロー4世と同一人物（復位）                                                         |
| 418年~422年            | シャープール      | ヤズデギルド1世の息子。アルメニア大王として即位。 後にサーサーン朝皇帝シャープール4世となる。 |
| 422年~428年            | アルタクシアス4世 | ヴラムシャプーの息子。                                                                        |

### マルズバーン
| 在位                           | マルズバーン                                                | 概要 |
| ------------------------------ | ----------------------------------------------------------- | --- |
| 428年-442年                    | フェー・ミフル・シャープール                                | イランの貴族。バハラーム5世によって任命された。 |
| 442年-451年                    | ヴァサク・シュニク                                          | シュニクの王子で、アルメニアの貴族。ヤズデギルド2世によって任命された。 |
| 451年-465年                    | アードゥル・ホルミズド (アルメニア史料ではAdrormizd)        | イランの貴族。ヤズデギルド2世によって任命された。 |
| 465年-481年                    | アードゥル・グシュナスプ (アルメニア史料では Arderveshnasp) | イラン貴族。ペーローズ1世によって任命された。 |
| 481年-482年                    | サハク2世・バグラトゥニ                                     | アルメニア貴族。反乱を起こしたアルメニア貴族によって担ぎ上げられた。Akesgaの戦いで死んだ。 |
| 482年                          | シャープール・ミフラーン                                    | イランによる軍事占領期。 |
| 482年-483年                    | ヴァハン1世・マミコニアン                                   | アルメニア臨時政府の長。 |
| 483年                          | ザルミフル・ハザルウフト（ザルミフル・カーレーン）          | イランによる軍事占領期。 |
| 483年~484年                    | シャープール                                                | ペーローズ1世によって任命された。 キリル・トゥマノフは「Andigan」というマルズバーンが同時期に存在していたと主張している。 |
| 484年~505年または510年         | ヴァハン1世・マミコニアン (復位)                            | アルメニアの貴族。ペーローズ1世によって任命された。 |
| 505年~509年 または 510年~514年 | ヴァード・マミコニアン ("Vard the Patrician")               | ヴァハン1世の兄弟。カワード1世によって任命された。 |
| 11年間                         | 複数のイラン貴族                                            | アニのサムエルによると、「ヴァード1世の後に、11年間にわたってイランのマルズバーンがアルメニアを支配した。その後、Gnuni家のMjejがアルメニアを30年間統治した。」とある。 |
| 518年-548年                    | Mjej I Gnuni                                                | キリル・トゥマノフとGérard Dédéyanはこの王の存在を言及しているが、René Groussetは言及していない。 |
| 548年-552年 または 552年-554年 | グシュナスプ・バハラーム                                    | |
| 552年-560年 または 554年-560年 | タン・シャープール                                          | |
| 560年-564年                    | ヴァラスダテス                                              | |
| 564年-572年                    | Chihor-Vishnasp                                             | |
| 572年-573年                    | ヴァルダン3世・マミコニアン                                 | イランに対する反乱の首領。 |
| 572年-574年                    | ゴーローン・ミフラーン                                      | ホスロー1世よりアルメニアの反乱の鎮圧を命じられた将軍キリル・トゥマノフはゴーローンとヴァルダンではなく、ヴァルダン・グシュナスプが任命されたと主張している。 |
| 573年-577年                    | ヴァルダン3世・マミコニアン                                 | ビザンツ帝国の保護下となる。 同時期にKrikor Jacob Basmadjianとキリル・トゥマノフはシュニクの王子フィリップが任命されたと主張している。 |
| 577年-580年                    | タムホスロー                                                | イラン貴族。ホスロー1世によって任命された。 |
| 580年-581年                    | Varaz Vzur                                                  | イラン貴族。ホルミズド4世によって任命された。 |
| 581年-582年または588年         | パフラブ                                                    | 同上。 |
| 582年-588年または588年-589年   | Frahat                                                      | 同上。 |
| 588年または589年-590年         | Hrartin (Fravardin)                                         | 同上。 |
| 590年-591年                    | ムッシェグ2世・マミコニアン                                 | 東ローマ帝国が擁立。 |
| 592年-605年                    | Vindatakan                                                  | この5人のマルズバーンはキリル・トゥマノフが言及している。 |
| 592年-605年                    | Nakhvefaghan                                                | この5人のマルズバーンはキリル・トゥマノフが言及している。 |
| 592年-605年                    | Merakbout                                                   | この5人のマルズバーンはキリル・トゥマノフが言及している。 |
| 592年-605年                    | Yazden                                                      | この5人のマルズバーンはキリル・トゥマノフが言及している。 |
| 592年-605年                    | Boutmah                                                     | この5人のマルズバーンはキリル・トゥマノフが言及している。 |
| 604年-611年または616年         | スムバト4世・バグラトゥニ                                   | Christian Settipaniは599年から607年までマルズバーンであったと主張している。トゥマノフは彼に言及しておらず、René Groussetは、ホスロー2世が、604年にヒュルカニアでの勝利を受け、マルズバーンの称号を与え、ホスロー2世が616年か617年に死ぬまで、マルズバーンの地位に居た可能性を示唆している。しかし、Renéは 同時代に他の3人のマルズバーンがいたとも主張している（下述）。 |
| 611年-613年                    | Shahrayeanpet                                               | 東アルメニアのドヴィンのマルズバーン。Shahin Vahmanzadeganとともに西アルメニア（旧東ローマ領）の pahghospanとなった。 |
| 613年                          | Parshenazdat                                                | イラン貴族。ホスロー2世によって任命された。 |
| 616年-619年                    | Namdar-Gushnasp                                             | 同上。 |
| 619年-624年                    | Shahraplakan (Sarablagas)                                   | 同上。 |
| 624年-627年                    | Rotshvehan                                                  | 同上。 |
| 627年-628年                    | (空位)                                                      | アルメニアの大半を東ローマ帝国に奪還された。 |
| 628年                          | Varaztirots2世・バグラトゥニ                                | アルメニアの貴族でスムバト4世の息子。カワード2世がサーサーン朝支配下に残っていたアルメニアのマルズバーンに任命した。イスラーム教徒のペルシア征服が始まると、東ローマ帝国と同盟を結んだ。 |
| 630年-635年                    | Mjej2世・Gnuni                                              | アルメニア貴族。東ローマ皇帝ヘラクレイオスによって任命された。 |
| 635年-638年                    | David Saharuni                                              | アルメニアの貴族。Mjej2世を殺害し、マルズバーンを名乗った。ヘラクレイオスはこの簒奪を認め、クロパラテスとアルメニアのIshkhanに任命した。 |
| 638年-643年                    |                                                             | 空位 |
| 643年-645年                    | Theodore Rshtuni                                            | |
| 645年または646年               | Varaztirots2世・バグラトゥニ                                | サーサーン朝が崩壊すると、東ローマ帝国からアルメニア王に任命されたが、正式に叙任される前に亡くなった。 |

## 関連文献
- Plontke-Lüning, Annegret (2006). “Persarmenia”. In Salazar, Christine F.; Landfester, Manfred; Gentry, Francis G. (eds.). Brill's New Pauly. Brill Online.